# Schlumbergera truncata
Schlumbergera truncata (Haw.) Moran è una pianta succulenta appartenente alla famiglia delle Cactaceae, originaria del Brasile.

## Descrizione
È una pianta epifita, cioè che in natura cresce sugli alberi; i suoi fusti comprendono ramificazioni piatte e carnose, con areole ai margini e alla punta leggermente monca e da cui crescono nuove ramificazioni. I fiori sono rossi, molto vistosi e tubolari, la sua fioritura è invernale. Per questa ragione, alla stregua di Schlumbergera buckleyi, viene anche chiamata "cactus di Natale".

## Coltivazione
La coltivazione richiede terriccio molto poroso e acido, composto da torba, sabbia, terra di foglie, avendo sempre cura che l'acqua non ristagni. La posizione dovrà essere luminosissima, ma mai in pieno sole; in inverno dovrà essere esposta ad una temperatura non inferiore ai 10 °C in posizione molto luminosa in modo che abbia una buona fioritura.
Inoltre, trattandosi di una pianta a "giorno breve", si deve avere l'accortezza di lasciare che resti al buio almeno per dodici ore.
La moltiplicazione, in primavera, avviene per talea tagliando i giunti che si metteranno a radicare in sabbia pura leggermente umida.